# Cacopsylla pyri
Cacopsylla pyri är en insektsart som först beskrevs av Linnt 1761.  Cacopsylla pyri ingår i släktet Cacopsylla och familjen rundbladloppor.
Artens utbredningsområde är Iran. Arten är reproducerande i Sverige. Inga underarter finns listade i Catalogue of Life.

## Bildgalleri

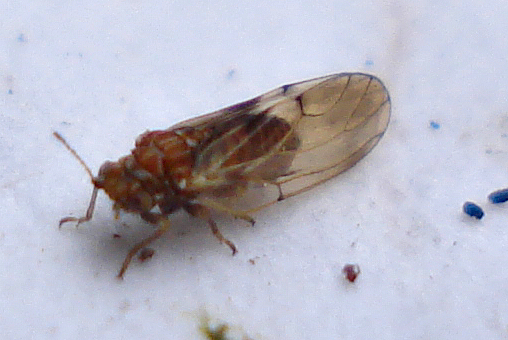